# Зуав
Зуавите (на френски: zouave) са формирования от лека пехота във френската армия, съществували в периода 1830 – 1962 г. Съставени са главно от колониални войски от Френска Северна Африка и са сред най-награждаваните формирования в армията.
Първоначалната цел през 1830 г. е зуавите да представляват един полк от берберски доброволци от племенната група Зуауа в Алжир. Той трябва да включва 1600 бербери и френски офицери. В периода август – септември са вербувани 500 зуави, но за да се набавят нужния брой хора за полка е решено да се набират доброволци от всякакви етноси. Така, първият зуавски полк включва не само бербери, но и араби, европейски французи и чернокожи. Дванадесет години по-късно зуавите започват да се набират почти изключително само от европейци – политика, която продължава до крайното разпускане на тези полкове след Алжирската война за независимост.
По време на Кримската война (1853 – 1856) във френската армия се сражават 3 зуавски полка. 1-ви и 3-ти зуавски полк пристигат във Варна от Истанбул по море, а 2-ри по суша – от Галиполи през Одрин и Айтос.
Към 1860-те години няколко формирования в няколко други държави също се наричат зуави. Появяват се Папските зуави, организирани от френския генерал Луи Жюшо дьо Ламорисиер, докато бившият зуавски сержант Франсоа Рошбрюн организира полските Зуави на смъртта, които се сражават срещу Руската империя в хода на Януарското въстание от 1863 – 1864 г. През 1870-те години бивши папски зуави сформират краткотрайно испанско зуавско формирование. Титлата „зуав“ се използва и от бразилски войски от чернокожи доброволци по време на Парагвайската война.
В САЩ, зуавите се появяват благодарение на Елмър Елсуърт, който командва рота, наречена „Зуавските кадети“. Зуавски формирования присъстват и в двете страни на Американската гражданска война от 1861 – 1865 г. Сред тях е и 11-и нюйоркски пехотен полк на Елсуърт, наричан „Огнените зуави“.